# Onthophagus aper
Onthophagus aper là một loài bọ cánh cứng trong họ Bọ hung (Scarabaeidae).